# Ковал, Ота
О́та Ко́вал (чеш. Ota Koval; 11 апреля 1931, Добржани, Чехословакия, ныне Чехия — 14 августа 1991, Прага, Чехословакия, ныне Чехия) — чешский кинорежиссёр, сценарист и актер.

## Биография
В 1961 году окончил электротехнический техникум. Затем учился в ФАМУ в Праге. С 1960 года на киностудии «Barrandov». Работал ассистентом режиссёров: Йиржи Секвенса, Антонина Кахлика, Збынека Бриниха, Яромила Йиреша и других. Снял несколько короткометражек, пока в 1970 году не дебютировал детским полнометражным фильмом («Люция и чудеса»). Писал сценарии ко многим из своих фильмов.
Был женат на кинорежиссёре Вере Пливовой-Шимковой.

## Избранная фильмография

### Режиссёр
- 1970 — Люция и чудеса / Lucie a zázraky
- 1973 — Мы трое и пёс из Пятипёса / My tři a pes z Pětipes (по Вацлаву Чтвртеку)
- 1974 — Дружина «Чёрного пера» / Družina černého pera (по Рудольфу Грбеку)
- 1977 — Якуб / Jakub (с Ярославой Вошмиковой)
- 1978 — Ничего не хочу слышать / Nechci nic slyšet
- 1979 — Кошачий принц / Kočičí princ (с ГДР)
- 1980 — Юлик[1] / Julek
- 1981 — Клякса на сказке / Kaňka do pohádky
- 1983 — Небесная лазурь / Modré z nebe
- 1990 —  / Uf - oni jsou tady

### Сценарист
- 1964 — ...а пятый всадник – Страх / ... a pátý jezdec je Strach (с Збынеком Бринихом)
- 1978 — Ничего не хочу слышать / Nechci nic slyšet
- 1979 — Кошачий принц / Kočičí princ
- 1981 — Клякса на сказке / Kaňka do pohádky
- 1990 —  / Uf - oni jsou tady